# Łojszyno

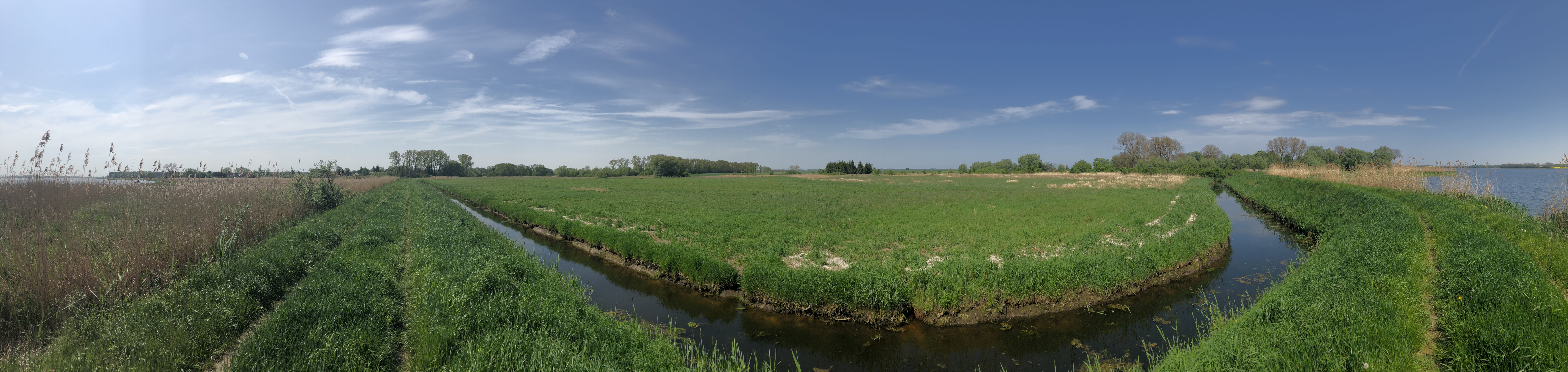
Zdjęcie przedstawia miejscowość Łojszyno w widoku panoramy.

zdjęcie panoramiczne Łojszyna

Łojszyno (niem. Leussin) – wieś w północno-zachodniej Polsce, położona w województwie zachodniopomorskim, w powiecie kamieńskim, w gminie Wolin.
W latach 1946–1998 miejscowość należała administracyjnie do województwa szczecińskiego.